# Mission invisible
 (mai 2020).
Si vous disposez d'ouvrages ou d'articles de référence ou si vous connaissez des sites web de qualité traitant du thème abordé ici, merci de compléter l'article en donnant les références utiles à sa vérifiabilité et en les liant à la section « Notes et références ».
Mission invisible (graphié Mission : Invisible !) est une série télévisée d'animation française en 26 épisodes de 25 minutes, réalisée par Prakash Topsy et diffusée à partir du 21 mars 2011 sur France 3 et Gulli. Au Québec, elle est diffusée sur Télétoon à partir du 26 mars 2018.

## Synopsis
L'histoire se passe à Pinkerton, une petite école tranquille. Là-bas, tout serait fabuleux s'il n'y avait pas Saddy MacBeth, sûrement la pire prof du monde, qui veut absolument transformer Pinkerton en école où les élèves seraient tous obéissants et où elle leur donnerait des tas de punitions ! Plus stupide que méchante, elle fait tout pour arriver à ses fins : plans complètement tordus et machines plus folles les unes que les autres, voilà le quotidien de Mme Macbeth, dit Mme Peau-de-vache ! Mais heureusement, pour l'en empêcher, il y a Mission invisible, un groupe formé par quatre enfants : Vin, Zero, Trixie, et Newton dont le but est de nuire aux plans de MacBeth.

## Fiche technique
- Titre français : Mission : Invisible !
- Titre anglais : INK: Invisible Network of Kids
- Réalisation : Prakash Topsy
- Bible Graphique : Fabrice Nzinzi
- Société de production : Samka Productions
- Pays d'origine :  France
- Langue originale : français
- Format : couleur — digital — 16/9 — son stéréo
- Genre : animation, aventures
- Nombre d'épisodes : 26 (1 saison)
- Durée : 25 minutes
- Dates de première diffusion :
- France
  - 16 mai 2009  sur France 3
  - 8 janvier 2011  sur Gulli[2]

## Distribution (voix)
- Sophie Arthuys : Trixie
- Alexis Tomassian : Vin
- Christèle Wurmser : Zéro
- Susan Sindberg : Newton
- Thierry Ragueneau : M. Soper et Burt
- Brigitte Virtudes : Mme MacBeth
- Nessym Guetat : Daryl, Ernest La Loupe et voix additionnelles

## Épisodes
1. Armé jusqu'aux dents
2. L'Effet papillon
3. Agent en sommeil
4. Le Pire Noël
5. Le Coup du lapin
6. Il faut sauver l'agent Newton
7. Des souris et des mômes
8. Shampoing vaudou
9. Le Paria
10. Burt la Brute
11. La Nouvelle
12. La Vérité, rien que la vérité
13. Régime sévère
14. Pinkertombe
15. Patient Zéro
16. Le Fantôme de Pinkerton
17. Péché d'orgueil
18. Règlement de contes
19. Mission... quoi ?
20. La Diagonale de la folle
21. Amenez-y les coupables
22. Enquête à Pinkerton
23. L'agent n'a pas d'odeur
24. Macbeth prend la mouche
25. Quoi de neuf docteur ?
26. Retour vers le passé

Sources : Télérama et Télé-Loisirs .

## Les personnages

### Personnages principaux
- Trixie : cette jeune fille de 10 ans aux cheveux bruns et aux yeux verts est la chef de la bande. C'est une fille au grand cœur, très ordonnée et qui déteste l'imprévu. Elle porte un haut blanc sans manche, une jupe rouge et noire et un bandeau rouge dans les cheveux. Elle fait partie de Mission Invisible. Elle en est le cerveau ainsi que la leader. Elle veut toujours que tout le monde l'écoute et aime bien donner des ordres, qui sont toujours très bien adaptés à la situation. Pendant les missions, elle reste souvent au quartier général tout en gardant le contact avec Vin, Newton, et Zero pour assurer leurs arrières. Ses parents, stars du disco, ne s'occupent pas beaucoup d'elle, mais elle a trois véritables amis.
- Zero : jeune fille de 11 ans aux yeux bleus qui prend le rôle de chef quand Trixie est absente. Elle porte une veste bleu foncé, une jupe ainsi que des bottes noires. C'est une gothique qui fait partie de Mission Invisible. Jeune, elle s'est enfuie de sa maison, mais les détails sont inconnus. Elle est en très bonne forme physique. Discrète et agile, elle est un très bon agent de terrain. Zero est secrètement (même si ça saute aux yeux) amoureuse de Vin. Elle adore accrocher les gens qu'elle trouve ennuyeux par leur slip au portemanteau. Mais malgré cela, elle a un sens aigu de la justice et prend souvent la défense des plus faibles (c'est-à-dire, pratiquement tout le monde). C'est elle le Ninja Z qui défend Pinkerton.
- Vin : Vincent, surnommé Vin, est un jeune garçon de 10 ans aux cheveux blonds et aux yeux bleus. Il porte un tee-shirt orange sur lequel figure une étoile et un jean. Il fait partie de Mission Invisible. Ses parents ont disparu, personne ne sait s'ils sont encore en vie, sauf M. Sopper qui refuse de dire la vérité. Il a intégré Pinkerton à 9 ans. Il aime bien crâner mais au fond il est très sensible. Il est amoureux de Zero. Tout le monde l'appelle Vin, même ses professeurs. Dans l'équipe de Mission Invisible, c'est un agent de terrain. On apprend dans l'épisode Le Secret de Vin que ses parents sont morts, tués par le loup noir.
- Newton : jeune garçon de 8 ans aux cheveux roux et aux yeux marron, il est plutôt petit et boutonneux. Il porte un pull-over vert kaki, un pantalon gris et des lunettes. Il est aussi membre de Mission invisible. Il aime construire des gadgets et des engins, il est très intelligent, mais tout de même un peu puéril, comme ne cesse de le lui dire Trixie. C'est l'inventeur de l'équipe. Pendant les missions, il reste avec Trixie au quartier général où il accompagne Vin et Zero, si la mission est en rapport avec l'électronique. Son père, inventeur lui-aussi, ne se préoccupe que très peu de lui.
- Cosmo Soper : directeur de Pinkerton. Il est grand et porte des lunettes. Il considère les élèves comme sa famille. Il ne croit pas à l'existence de Mission Invisible et est très naïf. Il fait de très bons cours, surtout d'histoire et de sciences.
- Saddy MacBeth : ennemie de Mission invisible et c'est la directrice adjointe de Pinkerton. Elle a un nez crochu et de grosses lunettes. Elle déteste les enfants plus que tout, et essaye de les punir au maximum pour tout et n'importe quoi. Elle est stupide et de plus, ses cours sont complètement faussés. Elle n'est pas qualifiée pour être professeur, visiblement. Elle essaye de se débarrasser de M. Soper pour prendre possession de l'école et punir les élèves à loisir, et pour cela, elle élabore des plans et des machines toutes plus folles les unes que les autres, mais ses plans tombent toujours à l'eau à cause de Mission Invisible. Elle adore la méchanceté et les punitions, elle est détestée de tous les élèves sauf de Daryl qui essaie d'être son chouchou mais échoue car elle hait tous les enfants (sauf quand elle a justement besoin d'utiliser des enfants, dans ce cas, elle fait appel à lui). Elle possède un poisson rouge, Vagner. Dans tous les épisodes, elle interprète une chanson qui est en rapport avec ses plans car elle adore chanter. D'ailleurs, dans le passé, elle était connue pour une chanson nommée La Ballade de Lapinou le lapin au pays des pâquerettes qu'elle interprétait sous le nom de Valentine Begognat.

### Personnages secondaires
- Van : jeune fille de 10 ans blonde qui s'habille toujours en rose. Elle s'appelle en réalité Vanessa. Elle aime se faire belle, adore se faire des masques de beauté et se préoccupe beaucoup de son apparence. Elle est amoureuse de Burt. Son parfum de glace préféré est la vanille. Vin l'a sans doute aimé.
- Cathy : petite fille rousse qui porte des lunettes rondes et qui porte un appareil dentaire. Contrairement à Van, elle ne se préoccupe pas beaucoup de son apparence. Elle pose beaucoup de questions en classe.
- Daryl : petit garçon brun qui porte un pantalon bleu, des chaussures marron et un blouson vert. Il est plutôt du genre intelligent et rapporteur, et quelquefois, les membres de Mission Invisible s'en servent comme cobaye. Il adore MacBeth, veut être son chouchou et quand les autres élèves mettent la pagaille dans la classe, lui seul continue à travailler calmement.
- Burt : jeune garçon aux cheveux gris et aux yeux bleus qui brutalise les plus petits que lui. Il rêve de plier Vin dans une poubelle. Il porte un sweat-shirt rouge. Burt au fond de lui est un garçon très sensible amoureux de Van. Dans sa chambre, il y a plein de lettres inachevées pour Van. Souvent, Zero prend la défense des élèves qu'il brutalise (notamment Vin et Daryl).
- Ben : petit garçon rondouillard aux yeux marron et aux cheveux noirs qui adore manger et qui est d'ailleurs très gourmand. Il est amoureux de Trixie.
- Fred : C'est le plus jeune élève de Pinkerton. C'est un petit garçon peureux. Il est roux et a des yeux violets. Ou qu'il aille, il emporte toujours son doudou avec lui.
- Hector : après Newton, c'est l'élève le plus intelligent à Pinkerton. C'est un garçon à lunettes et aux yeux verts. Il est plutôt sournois et on le retrouve la plupart du temps du côté des méchants.
- Sam : un garçon avec un t-shirt rose et un pantalon bleu. Il est dans le groupe d'Hector.
- Vagner : poisson de Mme MacBeth.

## Diffusion internationale
La série est également diffusée en version anglaise, notamment en Australie sur ABC et dans d'autres pays sur Nickelodeon sous le titre INK: Invisible Network of Kids[réf. nécessaire].